# Janis Joplin-mellszobor (Budapest)

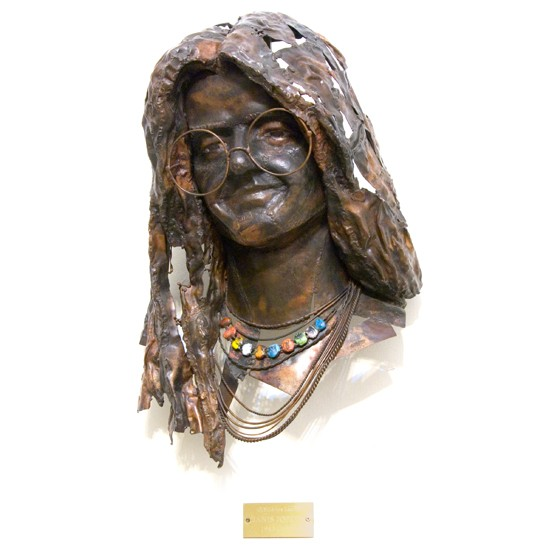
Janis Joplin-mellszobor, Erkel Ferenc Általános Iskola, Budapest ifj. Szlávics László alkotása

A Janis Joplin-mellszobor ifjabb Szlávics László alkotása.
A Budapest VI. kerületi Erkel Ferenc ének-zenei és francia tagozatos Általános Iskola emeleti előcsarnokában került elhelyezésre 2013. január 17-én. Az épület belső falára helyezett vörösréz lemezszobor magassága 62 cm. Első változata 1990-ben készült, melyet az alkotó 2013-ban alakított át a helyszín ismeretében. Janis Joplin születése közelgő hetvenedik évfordulója alkalmából a művész adományozta alkotását az intézménynek.

## Kiállításai
- 1990 Álmok és legendák, Fővárosi Szabó Ervin Könyvtár, Sziget Klub, Budapest
- 1991 ifj. Szlávics László önálló kiállítása, Galerie Simon, Altenahr, Németország (D)
- 1999 Mindhalálig zene, Dunakeszi, Művelődési ház
- 2000 ifj. Szlávics László önálló kiállítása, Kőrösi Csoma Általános Iskola, Dunakeszi